# Maron (Sohn des Euanthes)
Maron (altgriechisch Μάρων Márōn) war in der griechischen Mythologie ein thrakischer Priester des Apollon und König der Kikonen in Ismaros, vermutlich das antike Maroneia. Er schenkte Odysseus zum Dank für dessen Schutz den schweren Wein, mit dem dieser später den Kyklopen Polyphem betäubte.
Bei Homer ist er der Sohn des Euanthes. Im Kyklops des Euripides erscheint er als Sohn des Dionysos und in den Dionysiaka des Nonnos ist er der Sohn des Silenos, somit Enkel des Dionysos und dessen Wagenlenker, im Katalog des Hesiod ist er Enkel des Oinopion und somit Urenkel des Dionysos, das heißt, er wird bei den späteren Autoren stark mit dem Kult des Dionysos assoziiert.
Sein Name leitet sich wahrscheinlich von Maroneia her, das für seinen qualitätvollen Wein berühmt war und wo ein Maron-Kult numismatisch belegt ist. Nach Diodor folgte Maron dem Osiris als Weinbaukundiger und war der Gründer und Heros von Maroneia.